# Beatrice Deer
Beatrice Deer (Quaqtaq, Quebec) es una cantante canadiense inuit. Lanzó su álbum de debut, Just Bea, en 2005, y ganó un Premio de Música Originaria canadiense por Mejor Inuit/Álbum Cultural. En 2010,  liberó su álbum titulado, Beatrice Deer, y más tarde ese mismo año mismo,  lanzó su álbum de Navidad, "Una Navidad Ártica."

## Carrera
Beatrice actuó por el norte canadiense con su banda. También modula en Katajjaq (canto de garganta).

## Discografía
- Just Bea (2005)

| N.º | Título                 | Duración |  |
| 1.  | «True Angel»           | 3:22     |  |
| 2.  | «My Friends»           | 2:35     |  |
| 3.  | «Live With It»         | 2:59     |  |
| 4.  | «Ilangani»             | 2:31     |  |
| 5.  | «Do I»                 | 4:10     |  |
| 6.  | «Life in the North»    | 3:50     |  |
| 7.  | «Sad Song»             | 5:12     |  |
| 8.  | «Nalligivagit»         | 5:35     |  |
| 9.  | «Nalligivagit (Remix)» | 5:21     |  |

- Beatrice Deer (2010)

| N.º | Título                   | Duración |  |
| 1.  | «Come With Me»           | 3:17     |  |
| 2.  | «Missed You»             | 3:25     |  |
| 3.  | «Ilaapik»                | 4:25     |  |
| 4.  | «Langasivunga»           | 6:00     |  |
| 5.  | «Another Chance Of Hope» | 2:55     |  |
| 6.  | «Nunaga»                 | 4:18     |  |
| 7.  | «Take Me As I Am»        | 4:17     |  |
| 8.  | «Pride»                  | 4:48     |  |